# Setge de Balaguer (1645)
El Setge de Balaguer de 1645 fou un dels episodis de la Guerra dels Segadors

## Antecedents
Poc després de la revolta que va suposar el Corpus de Sang, l'exèrcit de Felip IV d'Espanya va ocupar Tortosa i Tarragona, el 17 de gener de 1641. Davant l'alarmant penetració de l'exèrcit castellà, Pau Claris al capdavant de la Generalitat de Catalunya, proclamà la República Catalana acordant una aliança política i militar amb França, i posant Catalunya sota l'obediència de Lluís XIII de França. Pocs dies després, amb l'ajuda de l'exèrcit francès, la Generalitat obtingué una important victòria militar en la batalla de Montjuïc del 26 de gener de 1641, i les tropes castellanes es retiraven a Tarragona, on foren assetjades fins que els espanyols van bastir un estol que va aconseguir lliurar provisions a la ciutat i fer fugir l'estol francès al Rosselló.
El 1642, després de fracassar en els intents d'enviar-hi reforços, les tropes espanyoles donen per perdut el Rosselló, i en retiren els terços que s'estaven a Roses amb un estol de 78 naus, de manera que el Rosselló va restar completament en mans francocatalanes, i com que els objectius de Richelieu i Lluís XIII de França de controlar els comtats nord-catalans quedaven satisfets, es van donar per acabades les operacions principals.
A més, el 4 de desembre de 1642, moria Richelieu, i el 14 de maig de 1643, finava Lluís XIII, a qui va succeir el seu fill Lluís XIV, començant una època de molta agitació a França, que va permetre als espanyols recuperar progressivament territori al Principat.
Caiguda Lleida en mans castellanes, Philippe de La Mothe-Houdancourt va atacarTarragona amb tropes catalanes i franceses, que van escometre el moll entre el 23 i el 28 d'agost de 1644, però foren rebutjades pels espanyols, que capturaven a més Balaguer el setembre i Agramunt l'octubre. Això va provocar la substitució de La Mothe per Henri Harcourt de Lorena després del fracàs en intentar recuperar Tarragona. Harcourt de Lorena va atacar les terres de ponent, per sorprendre Andrea Cantelmo a Sant Llorenç de Montgai el 22 de juny de 1645, i capturant-hi Francisco de Orozco amb cinc terços d'infanteria, mentre el virrei de Catalunya es retirava fins a Balaguer, on hi deixaria Simón de Mascarenhas.

## El setge
Envoltat per l'exèrcit de Henri Harcourt de Lorena, quedaren a Balaguer uns 3.000 homes. Andrea Cantelmo va tractar de fer entrar queviures a la plaça, cosa que originà un gran encontre amb els francesos el 12 d'agost. Bona part del comboi aconseguir entrar a la plaça. Finalment Simón de Mascarenhas es va rendir el 19 d'octubre. La plaça fou ocupada pels francesos el 20 d'octubre. Malgrat que van intentar pactar la capitulació de la plaça i tenir pas lliure fins a Tarragona, el Comte d'Harcourt no va acceptar la proposta i finalment les tropes espanyoles van marxar cap a Fuenterrabia, seguint un itinerari Catalunya-Rosselló-Languedoc-Guyena-Béarn. Aquest itinerari s'havia de recórrer amb poc més de dos mesos. L'objectiu d'aquest itinerari per França era que el nombre de desercions a l'exèrcit fos el màxim d'elevat. Les tropes italianes especialment eren molt propenses a desertar quan passaven per França.

## Conseqüències
Aconseguits els objectius de conquerir Camarasa i Balaguer, Henri Harcourt de Lorena va tornar a Barcelona per preparar un nou atac a Lleida. Tret de la conquesta de Roses, la frontera quedaria estabilitzada durant molt temps, fins a les campanyes espanyoles que van culminar amb el Setge de Barcelona.